# Svete gore, Bistrica ob Sotli
Svete gore (527 mnm) so hrib z arheološkim najdiščem in znano marijansko romarsko središče nad Bistrico ob Sotli, del vasi Zagaj. Čeprav ime namiguje na več vrhov, gre samo za en vrh, ki nosi tako ime zaradi več svetišč. Veljajo za največjo kulturno znamenitost Občine Bistrica ob Sotli. Pisatelj Davorin Petančič jih je opisal v povesti Svete gore (1936).
Nahajajo se v Orliškem pogorju (701 m), na južnem obrobju Kozjanskega gričevja. Romarski kraj sestoji iz osrednje Marijine cerkve in štirih kapel, ki stojijo tik ob njej, zaradi česar so znane kot kraj z največ svetišči na enem kraju v Sloveniji (5). Dve od kapel, kapeli sv. Jurija in sv. Martina, po navedbah umetnostnega zgodovinarja Ivana Stoparja veljata za najstarejši ohranjeni stavbi v Sloveniji, saj datirata v 9. ali 10. stoletje. K ostalim objektom romarskega svetišča spadajo še mežnarija in pred njo kapelica – ta se nahajata na sedlu hriba, od koder se proti vrhu vzpne asfaltirana pot s križevim potom ob njej. 400 metrov pod sedlom se v gozdu nahaja še tako imenovana Božja noga, to je zidano znamenje sv. Križa z izvirom vode.
Dostop do Svetih gora je po magistralni cesti Bistrica ob Sotli–Bizeljsko, od katere se odcepi 1,5 km dolga cesta proti sedlu pod vrhom. Do tod je mogoč dostop tudi za avtobuse. Pot od sedla do vrha je sicer prevozna za avtomobile, vendar je zaradi skromnega parkirnega prostora na vrhu na voljo samo cerkvenim uslužbencem in gibalno oviranim obiskovalcem.

## Arheološko najdišče
Svete gore sodijo med naše najstarejše višinske naselbine. Arheološka izkopavanja, ki so tam potekala v letih 1967–1968 ter 1971–1976, so izpričala rimskodobna manjša naselja v okolici, ob severnem in severozahodnem  robu pa so potekale ceste. Po ostankih najdene keramike se predvideva poselitev v 1. stoletju, med najdbami pa prevladuje rimska keramika iz 1. do 4. stoletja, med njimi tudi kovanci iz obdobja cesarjev Valentiniana I. in Valensa. Grobišče iz tega obdobja, ki je bilo verjetno na severozahodnem delu območja ali pod njim, je bilo uničeno že v 17. stoletju, ko je potekala živahna gradbena dejavnost.
V obdobju 4. in 5. stoletja je bila verjetno v neposredni bližini hriba vojaška postojanka, na hribu pa utrjeno zavetje. Po propadu Zahodnorimskega cesarstva je prišlo Posotelje v sestavo Vzhodnogotske države. Iz obdobja velike selitve narodov je izpričan tudi uničen grob germanskega vojaka s pridatki orožja in posodja. Naslednja poselitev območja je izpričana okoli 400 let kasneje. Grobne najdbe izpričujejo, da so Slovani poselili tukajšnje višinske lokacije nekoliko kasneje in so potem tudi sami začeli pokopavati svoje mrtve na vrhu hriba. Tako se na območju pod Lurško kapelo do Jurijeve kapele razteza obsežna zgodnjesrednjeveška nekropola. Grobovi odraslih in otrok so pripadali poznoslovanskemu obdobju. V ženskih grobovih so našli bronast nakit, predvsem s konca 9. in začetka 10. stoletja. Kronološko najmlajši predmet, najden na zgornjem grobišču, je uhan, ki datira v prvo polovico 11. stoletja.
Razen tega so bili najdeni ostanki zidu neke stavbe nad začetkom stopnic in ostanki zidu stavbe pod hribom. Leta 1937 je bil odkopan grob s skeletom na trasi nove ceste, obdan pa je bil z večjimi in manjšimi neobdelanimi kamni.
Po dokončni naselitvi so Slovani počasi sprejemali krščanstvo in zidali prva svetišča. Za nekaj časa so to prekinili madžarski vpadi v 10. stoletju. Z zmago Frankov in ponovno vzpostavitvijo Frankovskega cesarstva so se utrdili tudi frankovski fevdalni red, mejna ureditev in krščanstvo.

## Romarsko središče
Svete gore se v zgodovinskih virih prvič omenjajo leta 1264, kot »Gora Device Marije pri Kunšperku«, kasneje kot »Gora naše ljube Gospe«, prvič kot »Svete gore« pa leta 1642. Gre za eno najstarejših bogoslužnih središč na Slovenskem, po arheoloških najdbah sodeč se na tem kraju v različnih oblikah bogoslužje opravlja že več kot 2000 let. Keltske in rimske najdbe pričajo tudi o predkrščanskih svetiščih, poznorimske in zgodnjeslovanske izkopanine pa izpričujejo dolgo krščansko bogoslužno tradicijo.
Osrednje svetišče tega božjepotnega središča je mogočna cerkev Marijinega rojstva, na mestu katere je pred tem stala manjša cerkev »Naše ljube Gospe« vsaj v 13. stoletju. Povečano cerkev je leta 1611 posvetil ljubljanski škof Tomaž Hren. Ta je imela nižjo ladjo z ravnim stropom, manjši prezbiterij in pritlično zakristijo, kar izpričuje vizitacijski zapisnik iz leta 1651. Zvonik so ji prizidali sočasno ali nekoliko kasneje, vendar še v 1. polovici 17. stoletja.
Svete gore so se skozi stoletja razvile v mednarodno romarsko središče, saj so ga množično obiskovali tudi verniki iz Hrvaškega, posebno iz bližnjega Hrvaškega Zágorja. Romarsko središče spada pod Župnijo Sv. Peter pod Svetimi gorami, pri čemer imajo cerkev in štiri kapele status podružnic. Cerkev Marijinega rojstva je sicer največja cerkev v župniji, večja tudi od župnijske cerkve sv. Petra, Bistrica ob Sotli.

### Svetišča
| #  | Slika                     | Svetišče                        | Opomba |
| -- | ------------------------- | ------------------------------- | --- |
| 1. | Klikni za spremembo slike | Cerkev Marijinega rojstva       | arhitekturno troladijska bazilika z galerijama nad stranskima ladjama                                                                                   |
| 2. | Klikni za spremembo slike | Kapela sv. Jurija               | izstopa z znamenito golo človeško (po nekaterih mnenjih božansko) reliefno podobo z razširjenima rokama ter do danes nerešenim napisom v neznani pisavi |
| 3. | Klikni za spremembo slike | Kapela sv. Martina              | ima čudovito romansko-gotsko arhitekturo |
| 4. | Klikni za spremembo slike | Kapela sv. Boštjana in Fabijana | je v celoti pofreskana |
| 5. | Klikni za spremembo slike | Kapela Lurške Matere Božje      | do leta 1893 je bila posvečena sv. Volbenku, nakar so ji spremenili patrocinij; izstopa s svojimi slikarskimi in stavbnimi deli                         |